# Ерь (буква древнепермского алфавита)
Ерь (𐍰, коми ерь, также ь) — дополнительная буква древнепермского алфавита, использовавшегося для записи языка коми и в качестве тайнописи старорусского языка.

## Использование
Буква 𐍰 использовалась в значении кириллической буквы ь. 𐍰 не имеет аналога в алфавите Молодцова и соответствует кириллической букве Ь ь в современном алфавите. В русских тайнописных текстах также соответствует ь.

## Порядковый номер в алфавите
В списках древнепермского алфавита буква 𐍰 отсутствует. В. И. Лыткин относит 𐍰 к дополнительным буквам, использующимся преимущественно в русских заимствованиях, и условно помещает её в конец алфавита, на тридцатую позицию.

## Название
В. И. Лыткин условно называет эту букву ь. В Юникоде буква называется ерь (англ. yeri).

## Начертание
Происхождение буквы, предположительно, связано с русской буквой ь.

## Кодировка
Буква была закодирована в блоке Юникода «Древнепермское письмо» (англ. Old Permic) в версии 7.0, вышедшей 16 июня 2014 года, под кодом U+10370.